# 't Roegwold
 't Roegwold ("ruig moerasbos") is sinds 2014 een kunstmatig aangelegd natuurgebied in de gemeenten Midden-Groningen en (voor een klein deel) Appingedam in het gebied van waterschap Hunze en Aa's in het laaggelegen gebied Duurswold in de Nederlandse provincie Groningen. Het gebied wordt beheerd door Staatsbosbeheer.

## Geografie
't Roegwold heeft een oppervlakte van ruim 1710 hectare, waarvan 1100 hectare nieuwe natuur. Het gebied ligt tussen het Eemskanaal in het noorden, Siddeburen in het oosten, Kolham in het zuiden en Woudbloem in het westen en vormt een langwerpige zone tussen de snelweg A7 in het zuiden en het Schildmeer in het noorden. Het Schildmeer wordt daarbij aan drie zijden ingesloten. Het gebied volgt deels de loop van de oude rivier de Fivel, die deels nog zichtbaar is als de Scharmer Ae en Slochter Ae en deels vergraven is tot het Afwateringskanaal van Duurswold (de oude Schildmaar). Aan het gebied liggen het dorp Kolham en de gehuchten Woudbloem, Schaaphok en De Paauwen.

## Geschiedenis

### Planvorming
De aanleg van 't Roegwold vormde onder de werknaam 'Midden-Groningen' een van de grootste natuurontwikkelingsgebieden (zie ook Natuurontwikkelingsvisie) van Groningen van de afgelopen decennia. De eerste contouren van het natuurgebied werden als 'natuuras' tussen het Zuidlaardermeer en de Eems ingetekend op de kaart bij de Tweede Nota Ruimtelijke Ordening van 1966. In de decennia erop werd dit echter niet verder (regionaal) uitgewerkt en bleef het gebied in de praktijk aangewezen als landbouwgebied. Als zodanig staat het ook nog op de kaart van het provinciale Streekplan uit 1985.
Eind jaren 1980 wijzigde dit beleid echter toen CDA-politicus Jaap van Dijk verantwoordelijk werd voor het natuurbeleid in de provincie en samen met de PvdA zich openstelde voor natuurontwikkeling op basis van vooral sociaal-economische argumenten: De aanleg zou kunnen zorgen voor het verbreden van de plattelandseconomie en tot een impuls voor het toerisme. Natuur op zichzelf werd destijds geen waarde toegekend. Besloten werd om het gebied op te nemen in een aparte gebiedsvisie, waarin de natuurontwikkeling verder werd uitgewerkt. In 1990 werd het gebied door het Rijk in het Natuurbeleidsplan aangegeven als een van de gebieden waar de ecologische hoofdstructuur zou kunnen worden gerealiseerd. Als natuurdoeltype definieerden de beleidsmakers een 'veenoermoeras'; 'een afwisseling van open water, riet- en zeggemoeras, moerasbos en grasland'. In de praktijk werd het daarmee vooral een plas-drasgebied.
In het Structuurschema Groene Ruimte (SGR) van 1995 werd het gebied aangewezen als Strategisch Groen Project (SGP). Het gebied ten zuiden van het Eemskanaal vormde een van de laatste niet-ruilverkavelde gebieden van de provincie en om de grootschalige omzetting van landbouw naar natuur te versnellen werd deze daarom gekoppeld aan een grote ruilverkaveling en een verbeterde waterbeheersing om de omringende landbouwgebieden doelmatiger in te richten en de scheiding tussen natuur en landbouw te vergemakkelijken. Bij dit herinrichtingsproject Midden-Groningen, werd in totaal ruim 6300 hectare heringericht onder leiding van de Dienst Landelijk Gebied.

### Ontwikkeling
De herinrichting begon in 1998. De aankoop van gronden voor het natuurgebied verliep relatief makkelijk doordat het doorgaans om slechte landbouwgronden ging. Alleen tussen Schildwolde en Overschild (De Paauwen) blokkeerden twee landbouwbedrijven de aankoop van hun gronden, waardoor het gebied hier veel smaller werd dan oorspronkelijk de bedoeling was. In 2002 werden de deelgebieden Tetjehorn (bij het Schildmeer) en de Westerpolder voltooid, in 2004 het natuurgebied Ae's Woudbloem en in 2011 de deelgebieden Luddeweer-Overschild en Slochteren-Schildwolde. Tussen 2010 en 2014 werd het Dannemeer aangelegd. Het Dannemeer is een veenmoeras van 600 hectare, dat de belangrijkste schakel van de EHS vormt binnen Groningen. Uiteindelijk werd 1100 hectare cultuurgebied (landbouw) omgezet in nieuwe natuur. Ter verbetering van de recreatiemogelijkheden werd een aantal fietspaden, wandelpaden en ruiterpaden aangelegd.

### Toekomst
Voor de toekomst zijn ecologische verbindingszones overwogen met aan zuidwestzijde het natuurgebied Westerbroekstermadepolder ten oosten van Haren, aan noordwestzijde het natuurgebied Hoeksmeer (via het natuurgebiedje aan het Katerhalstermaar ten oosten van het Eemskanaal) en Eekwerd en aan noordoostzijde via het Afwateringskanaal en het Waterborgstermaar naar het Hondshalstermeer en verder naar het Oldambtmeer.
In 2022 speelde 't Roegwold een rol bij de Stikstofcrisis. Omliggende boeren stelden, dat zij indertijd hebben meegewerkt aan de omvorming tot natuurgebied na een toezegging van de overheid, dat hun bedrijven hiervan geen nadeel zouden lijden. Ze bestreden, dat 't Roegwold een Natura 2000-status heeft, maar vonden het gebied wel terug op de "stikstofkaart" van minister Christianne van der Wal. Ze dreigden daarom van 't Roegwold weer landbouwgrond te maken.
1. ↑  https://www.rtvnoord.nl/nieuws/936787/ludieke-boerenprotesten-maar-plannen-van-tafel-of-t-roegwold-wordt-weer-landbouwgebied